# 東河郷

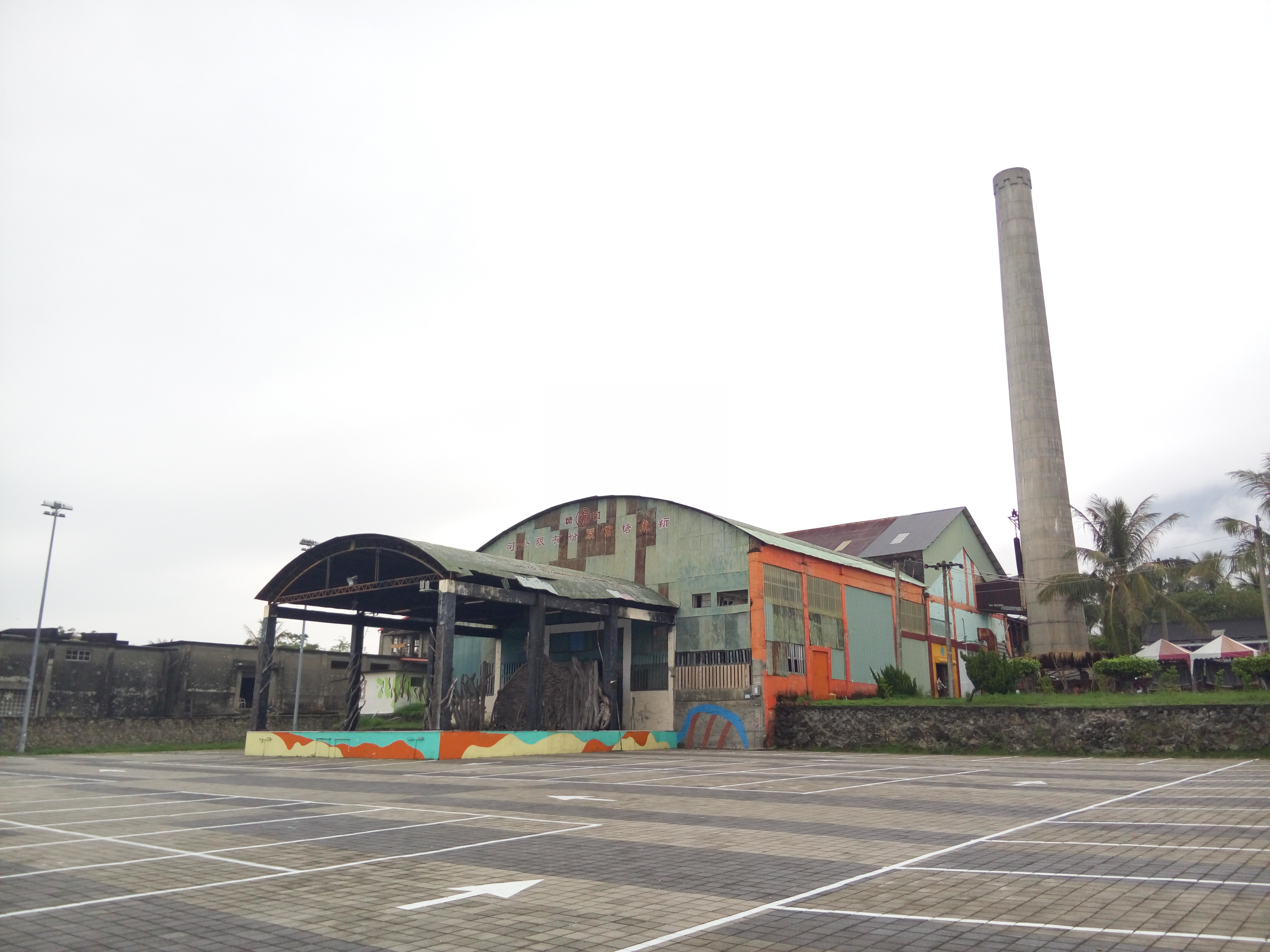
新東製糖工場（都蘭製糖工場）

東河郷（ドンホー/とうが-きょう）は、台湾の台東県に位置する郷。

## 地理
東河郷は台東県北東部に位置し、北は花蓮県富里郷と、東北は成功鎮と、西は池上郷、関山鎮、鹿野郷と、南は卑南郷とそれぞれ接し、東は太平洋に面している。海岸山脈東側に位置するため面積の60%は山地となっており、地理環境により沿海地区と盆地地区に区分される。沿海地区は海岸平原となっており、地勢は比較的平坦であり、市街地を形成している。盆地地区は河川が南北に流れ、地勢は険しい。住民の多くは阿美族により構成されている。

## 歴史
東河郷の旧名は「馬武窟」。これはアミ語で「投網」を意味する言葉「タブクル」に由来する。清代は卑南庁及び台東直隸州の管轄とされた。日本統治時代の1920年都蘭区役場が設置され、1937年に「都蘭庄」と改編され、台東庁新港郡の管轄となった。戦後は台東県都蘭郷となったが、1946年に馬武窟渓がこの地から太平洋に向かって東流していることから「東河郷」と改称され現在に至っている。

## 行政区
| 村                                                     |
| ------------------------------------------------------ |
| 北源村、東河村、隆昌村、都蘭村、尚徳村、泰源村、興昌村 |

## 歴代郷長
| 代 | 氏名 | 任期 |
| -- | ---- | ---- |

## 教育

### 国民中学
- 台東県立都蘭国民中学
- 台東県立泰源国民中学

### 国民小学
- 台東県立東河国民小学
- 台東県立都蘭国民小学
- 台東県立興隆国民小学
- 台東県立泰源国民小学
- 台東県立北源国民小学

## 交通
| 種別 | 路線名称 | その他 |
| ---- | -------- | ------ |
| 省道 | 台11線   |        |
| 省道 | 台23線   |        |

## 観光

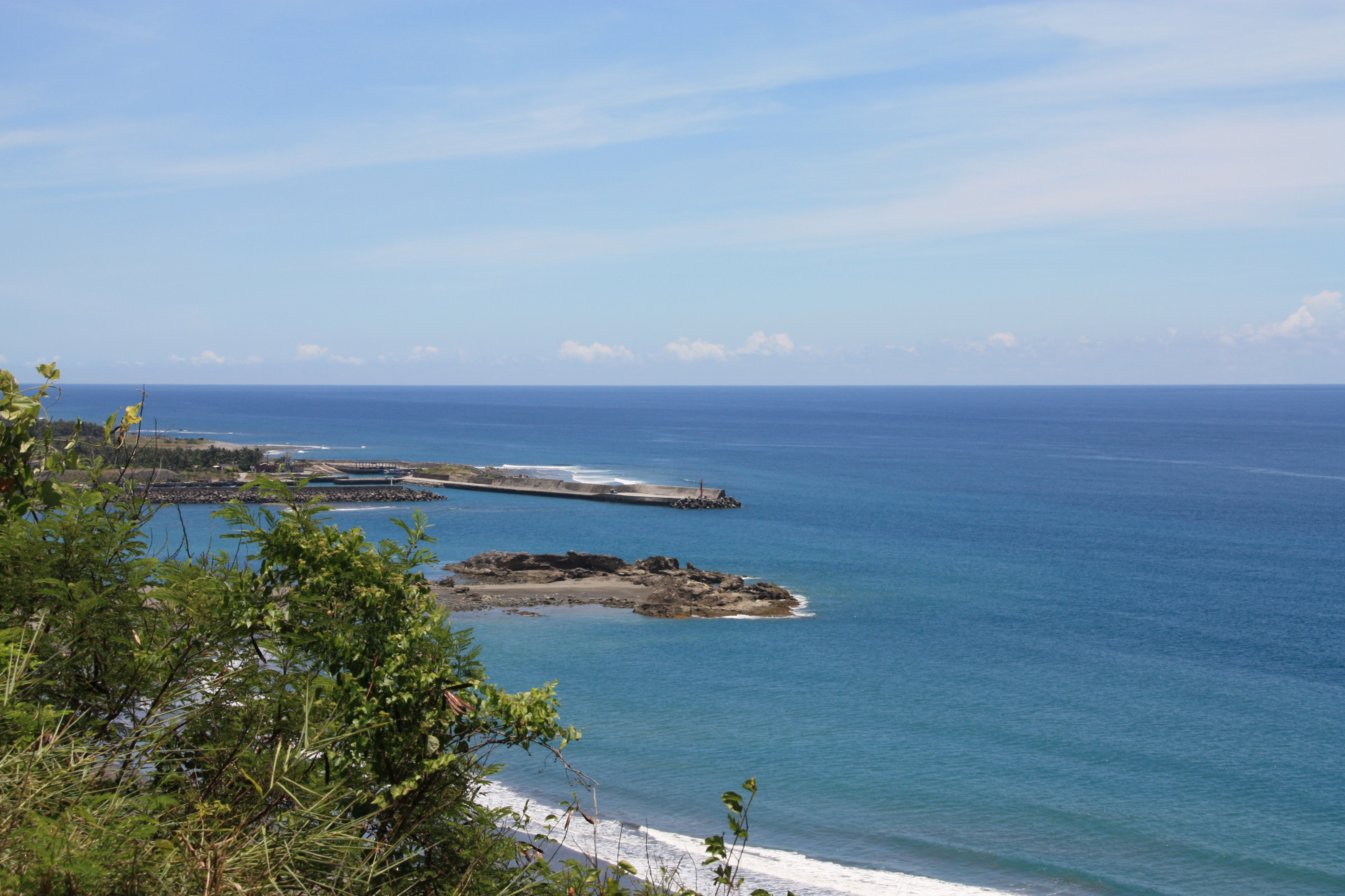
金樽陸連島と金樽漁港の遠景

- 都蘭林場
- 水往上流奇観
- 泰源幽谷（中国語版）
- 登仙峡（中国語版）
- 都蘭山
- 都蘭遺跡（中国語版）
- 泰源遺跡
- 東河橋風景区
- 金樽陸連島
- 金樽観海亭